# Beziehungen zwischen Turkmenistan und den Vereinigten Staaten
Die Beziehungen zwischen Turkmenistan und den Vereinigten Staaten beschreiben das zwischenstaatliche Verhältnis von Turkmenistan und den Vereinigten Staaten.

## Geschichte

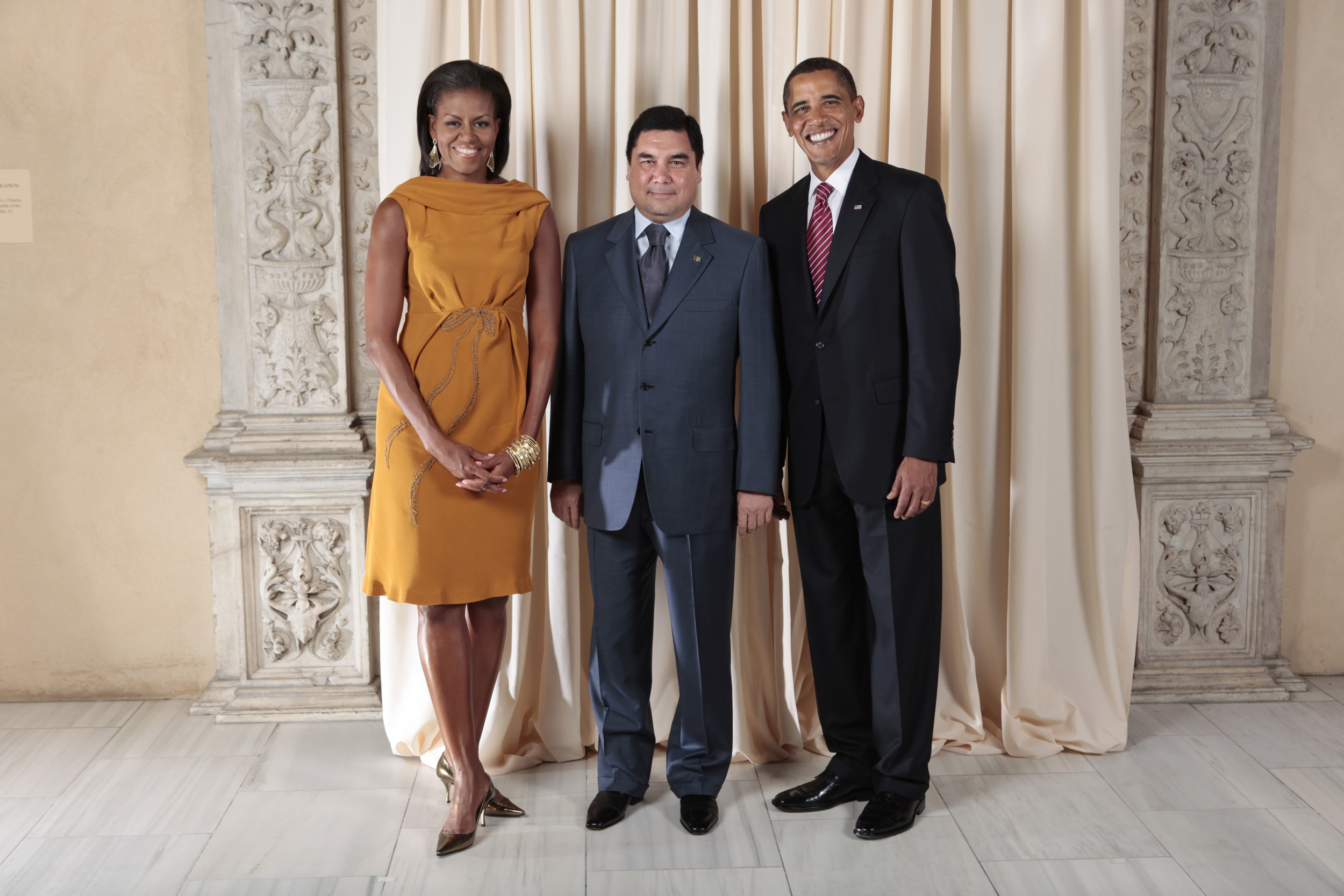
Gurbanguly Berdimuhamedow mit Barack und Michelle Obama, 2009.

Jahrelang war Turkmenistan ein Schlüsselpartner für die U.S. Caspian Basin Energy Initiative (US-amerikanischen Energieinitiative für das Kaspische Becken). De Initiative sollte verschiedene Handelspartner und die Regierungen von Turkmenistan, Georgien, Aserbaidschan und der Türkei zusammenbringen, um den Bau einer Pipeline, der sogenannten Transkaspische Gaspipeline (Trans-Caspian Gas Pipeline, TCGP) unter dem Kaspischen Meer zu ermöglichen und den Export turkmenischen Gases für den türkischen Energiemarkt und darüber hinaus zu erleichtern. Allerdings zog sich die turkmenische Regierung im Jahr 2000 im Wesentlichen aus den Verhandlungen zurück. Sie lehnte alle Angebote ihrer Handelspartner ab und stellte unrealistische Forderungen nach einer milliardenschweren „Vorfinanzierung“. Nach einem Dreiergipfel mit den Präsidenten Russlands und Kasachstans im Mai 2007, bei dem Gas ein zentrales Thema war, ließ der neue Präsident Gurbanguly Berdimuhamedow die Idee einer transkaspischen Gaspipeline jedoch wieder aufleben.

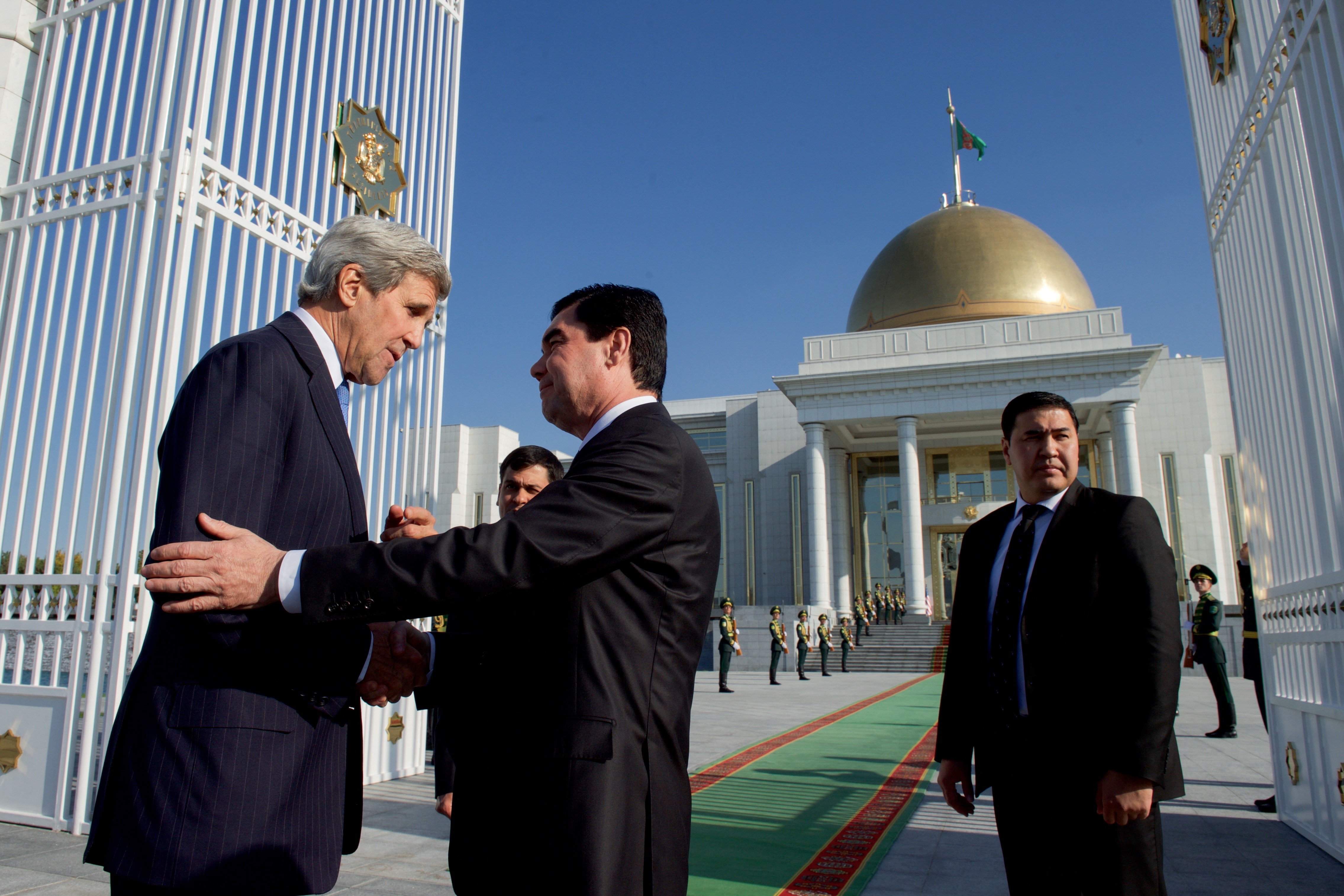
Außenminister John Kerry wird von Präsident Berdimuhamedov im Oghus-Khan-Palast in Ashgabat begrüßt, 2015.

Die Vereinigten Staaten und Turkmenistan sind sich jedoch uneinig über den Weg Turkmenistans zu weiteren demokratischen und wirtschaftlichen Reformen. Die Vereinigten Staaten haben sich öffentlich für Industrieprivatisierung, Marktliberalisierung und Steuerreformen, sowie für rechtliche und regulatorische Reformen zur Öffnung der Wirtschaft für Außenhandel und Investitionen ausgesprochen. Die Vereinigten Staaten sehen diese Maßnahmen als unerlässlich zur Erlangung von Wohlstand, echter Unabhängigkeit und Souveränität an.
Die US-Botschaft und die Büros von USAID und dem Peace Corps befinden sich in Aşgabat, Turkmenistan.

## Belege
- 2009-2017.state.gov